# Nova Santa Rosa
Nova Santa Rosa es un municipio brasileño del estado de Paraná. Su población estimada en 2010 era de 7.125 habitantes. Es un municipio pequeño, sin embargo, tiene todas las cualidades y servicios oferecidos en las grandes ciudades.

## Clima
El clima es subtropical húmedo mesotérmico, con veranos calientes y heladas poco frecuentes, con tendencia de concentración de las lluvias en los meses de verano, sin estación de sequía definida. La media de las temperaturas de los meses más calientes es superior a los 22 °C y la de los meses fríos es inferior a los 18 °C.

## Demografía
Se estima que el 90% de los habitantes es descendiente de europeos, procedentes de la región de Santa Rosa en Rio Grande do Sul.